# Wołodymyr Firman
Wołodymyr Firman (ur. 8 maja 1976 w Zarwanicy) – ukraiński biskup greckokatolicki obrządku bizantyjsko-ukraińskiego, eparcha pomocniczy tarnopolsko-zborowski od 2023.

## Życiorys
Święcenia kapłańskie otrzymał 8 października 2000 i został inkardynowany do archieparchii tarnopolsko-zborowskiej. Pracował jako administrator, a od 2016 jako rektor Centrum Duchowości Maryjnej w rodzinnym mieście. W 2004 został też wicerektorem tarnopolskiego seminarium oraz ekonomem archieparchii.
Został wybrany biskupem pomocniczym archieparchii tarnopolsko-zborowskiej. 12 lipca 2023 papież Franciszek zatwierdził ten wybór i nadał mu stolicę tytularną Limisa.  Chirotonii udzielił mu 27 sierpnia 2023 arcybiskup Swiatosław Szewczuk.